# Província de Transvaal
La província de Transvaal (en afrikaans: [ˈtrɐns.fɑːl]) fou una província de Sud-àfrica entre el 1910, com a successora de la Colònia de Transvaal i la fi de l'Apartheid, el 1994 quan la nova constitució el va subdividir en les noves províncies de Gauteng, Limpopo, Mpumalanga i la part oriental de la Província del Nord-oest de Sud-àfrica. El nom de Transvaal es refereix a la localització geogràfica de la província situada al nord del riu Vaal. La seva capital era Pretòria, tot i que la seva ciutat més poblada era Johannesburg. El Transvaal, el 1904 tenia 288.000 km². El 1904 tenia 1.268.716 habitants i el 1991 en tenia 9.491.265.

## Geografia
La província de Transvaal estava situat entre el riu Vaal al sud i el riu Limpopo al nord, entre les coordenades 22½ and 27½ S, and 25 and 32 E. A la seva frontera meridional hi havia l'Estat Lliure d'Orange i la província de Natal, a l'oest feia frontera amb la Província del Cap i el Protectorat de Betxuanalàndia (a l'actual Botswana), al nord feia frontera amb Rhodèsia (en l'actualitat Zimbabwe) i a l'est ho feia amb l'Àfrica Oriental Portuguesa (l'actual Moçambic) i Swazilàndia. La majoria d'aquestes fronteres, excepte la del sud-oest, estaven definides per característiques geogràfiques naturals.
A dins de la Província de Transvaal hi existien molts bantustans: Venda, KwaNdebele, Gazankulu, KaNgwane i Lebowa. També hi havia parts de Bophuthatswana.
El Massís de Waterberg, una important característica geològica antiga del paisatge sud-africà es troba dins el Transvaal.

## Història
El 1919 es van unificar quatre colònies britàniques per a formar la Unió Sud-africana. La Colònia de Transvaal que era havia conformat la República de Transvaal després de la Segona Guerra Bòer es va convertir en la Província del Transvaal. Després de cinquanta anys, el 1961 es va finir la unió per formar part de la Commonwealth i va esdevenir l'estat de Sud-àfrica. La zona metropolitana de Pretòria-Witwatersrand-Vereeniging va esdevenir el centre polític del Transvaal i Johannesburg, va esdevindre el principal centre econòmic de Sud-àfrica, posició que encara manté avui en dia.
El 1994, després de la caiguda del règim de l'Apartheid, es van reestructurar les antigues províncies i el Transvaal unit va deixar d'existir. La porció sud-central va esdevenir Gauteng, la Província de Limpopo es va constituir a la part septentrional de l'antiga província i al sud-est s'hi va constituir Mpumalanga. Una gran part de la Província del Nord-oest es va conformar amb la zona sud-occidental de l'antic Transvaal i una petita zona fou annexionada al KwaZulu-Natal. De totes maneres, ja abans de 1994, la Província del Transvaal ja havia estat subdividida en diverses regions per a diferents propòsits (municipals, judicials i esportives). En aquestes hi havia el Transvaal Septentrional (l'actual Limpopo i Pretòria), el Transvaal Oriental (actualment a Mpumalanga), el Transvaal Occidental (actualment part de la Província del Nord-oest) i el Transvaal Meridional (actualment la part meridional de la província de Gauteng).

## Districtes el 1991
Els diferents districtes i la seva població segons el cens del 1991 eren:
- Johannesburg: 1,574,631
- Alberton: 367,929
- Germiston: 171,541
- Boksburg: 195,905
- Benoni: 288,629
- Kempton Park: 354,787
- Randburg: 341,430
- Roodepoort: 219,149
- Westonaria: 160,531
- Oberholzer: 177,768
- Randfontein: 116,405
- Krugersdorp: 196,213
- Brakpan: 130,463
- Springs: 157,702
- Nigel: 92,881
- Delmas: 48,614
- Pretoria: 667,700
- Districte de Wonderboom: 266,153
- Soshanguve: 146,334
- Cullinan: 32,006
- Vanderbijlpark: 434,004
- Vereeniging: 250,511
- Heidelberg: 77,055
- Balfour: 38,311
- Standerton: 85,893
- Hoëveldrif (Highveld Ridge): 155,881
- Bethal: 77,780
- Volksrust: 29,924
- Amersfoort: 33,461
- Wakkerstroom: 33,246
- Piet Retief: 64,052
- Ermelo: 111,082
- Carolina: 30,438
- Bronkhorstspruit: 38,605
- Witbank: 173,281
- Middelburg: 140,015
- Belfast: 28,973
- Waterval-Boven: 9,300
- Groblersdal: 57,742
- Moutse (principal ciutat: Dennilton):[3] 102,179
- Nelspruit: 61,921
- Barberton: 72,165
- Witrivier: 30,235
- Pelgrimsrus (ciutat principal: Sabie): 29,063
- Lydenburg: 36,976
- Letaba (principal ciutat: Tzaneen): 59,900
- Phalaborwa: 30,126
- Soutpansberg (ciutat principal: Louis Trichardt): 35,839
- Messina: 22,959
- Pietersburg: 64,207
- Potgietersrus: 69,571
- Waterberg (principal ciutat: Nylstroom): 48,991
- Ellisras: 24,530
- Thabazimbi: 48,844
- Warmbad: 41,692
- Brits: 111,798
- Rustenburg: 125,307
- Swartruggens: 12,607
- Marico: 38,983
- Koster: 29,228
- Ventersdorp: 36,315
- Coligny: 22,154
- Lichtenburg: 79,013
- Delareyville: 36,036
- Potchefstroom: 185,552
- Klerksdorp: 321,478
- Wolmaransstad: 61,497
- Schweizer-Reneke: 46,893
- Bloemhof: 15,291
- Christiana: 13,596

## Administradors de la Província de Transvaal
- Johann Friedrich Bernhard Rissik (31 de maig de 1910 – 23 de juliol de 1917)
  - Christian Frederick Beyers (15 de setembre de 1914 – 20 d'octubre de 1914) (Revoltat)
- Alfred George Robertson (24 de juliol de 1917 – 29 de febrer de 1924)
- Jan Hendrik Hofmeyr (1 de març de 1924 – 28 de febrer de 1929)
- Jacobus Stephanus Smit (1 de març de 1929 – 28 de febrer de 1934)
- Simon Potgieter Bekker (1 de març de 1934 – 29 de juliol de 1938)
- Vacant (29 de juliol de 1938 – 1 de setembre de 1938)
- Jacobus Johannes Pienaar (1 de setembre de 1938 – 31 d'agost de 1948)
- Vacant (31 d'agost de 1948 – 1 de novembre de 1948)
- William Nicol (1 de novembre de 1948 – 31 d'octubre de 1958)
- Frans Hendrik Odendaal (1 de novembre de 1958 – 8 de febrer de 1966)
- Sybrand Gerhardus Johannes van Niekerk (12 de febrer de 1966 – 15 de juliol de 1979)
- Willem Adriaan Cruywagen (16 de juliol de 1979 – 31 de maig de 1988)
- Daniel "Danie" Hough (1 de juny de 1988 – 7 de maig de 1994)